# サンバ・ヂ・ウマ・ノタ・ソ
「サンバ・ヂ・ウマ・ノタ・ソ」 (Samba de Uma Nota Só) は、1960年、ブラジルのアントニオ・カルロス・ジョビンとニュウトン・メンドンサによって作詞・作曲されたボサノヴァの曲である。
英語詞はジョビンによって書かれ、むしろ英語題の「ワン・ノート・サンバ」（One Note Samba）の名称の方が有名である。

## 概要
多数のアーティストによってカバーされており、ボサノヴァを代表するスタンダード・ナンバーの一つとなっている。
曲およびポルトガル語の歌詞はジョビンとメンドンサの共作と見られており、詳細な成立事情が明確でないため、作曲ジョビン、作詞メンドンサと断じる文献もあるが、実際には二人共に作曲を手がけるピアニストであり、メンドンサを作詞家としてのみ扱うのは誤りである。
この曲のタイトルを日本語に直訳すると「一つの音のサンバ」である。その名の通り、連続した同じ高さの音符からなるシンプルな主旋律が特徴である。

## 主なカバー
|        | アーティスト名                                               | レコード                                                       |
| ------ | ------------------------------------------------------------ | -------------------------------------------------------------- |
| 1960年 | ジョアン・ジルベルト                                         | 『O Amor, o Sorriso e a Flor』                                 |
| 1962年 | スタン・ゲッツ&チャーリー・バード                            | 『Jazz Samba』                                                 |
| 1962年 | クインシー・ジョーンズ                                       | 『Big Band Bossa Nova』                                        |
| 1963年 | ハービー・マン                                               | 『Do the Bossa Nova with Herbie Mann』。ジョビンも録音に参加。 |
| 1963年 | アントニオ・カルロス・ジョビン                               | 『The Composer of Desafinado Plays』                           |
| 1964年 | ニュー・スタン・ゲッツ・カルテット& アストラッド・ジルベルト | 『Getz Au Go Go』                                              |
| 1966年 | セルジオ・メンデス&ブラジル '66                              | 『Herb Alpert Presents Sergio Mendes & Brasil '66』            |
| 1966年 | クリフ・リチャード                                           | 『Kinda' Latin』                                               |
| 1971年 | フランク・シナトラ                                           | 『Sinatra & Company』。ジョビンも録音に参加。                  |
| 1971年 | ナラ・レオン                                                 | 『Dez Anos Depois』                                            |
| 1980年 | エラ・フィッツジェラルド                                     | 『Ella Abraça Jobim』                                          |